# Stéphanie Yon-Courtin

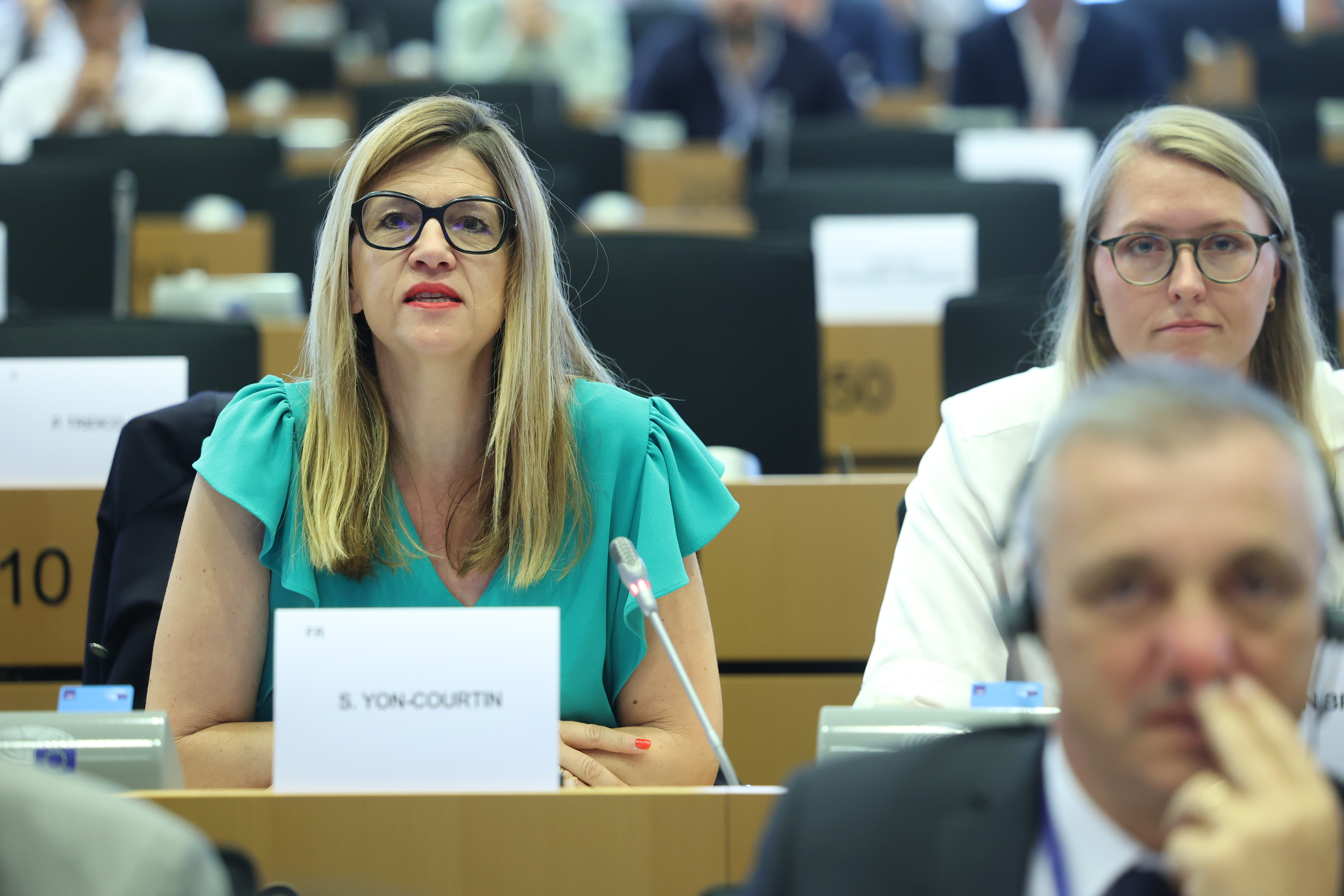
Stéphanie Yon-Courtin (2024)

Stéphanie Yon-Courtin (geboren am 28. März 1974 in Coutances, Manche) ist eine französische Juristin und Politikerin (früher LR, heute LREM). Seit der Europawahl 2019 ist sie Mitglied des Europäischen Parlaments als Teil der Fraktion Renew Europe.

## Leben

### Ausbildung und berufliche Karriere
Stéphanie Yon-Courtin studierte von 1992 bis 1997 Rechtswissenschaften an der Universität Caen mit einem Erasmus-Aufenthalt an der University of Bristol im Jahr 1997/98. Anschließend studierte sie 1998/99 „European Business Law“ am Institut für Europäische Studien an der Université Libre in Brüssel.
Nach ihrem Studium war sie von 1999 bis 2001 als Anwältin bei der Europäischen Kommission tätig, bevor sie nach Paris wechselte, um dort von 2001 bis 2004 bei der Anwaltskanzlei Freshfields Bruckhaus Deringer tätig zu sein. Anschließend war sie bis 2006 bei der Anwaltskanzlei Allen & Overy im Bereich des Wettbewerbsrechts tätig. Von 2007 bis 2010 arbeitete sie bei der französischen Wettbewerbsbehörde als Berichterstatterin und Beraterin.

### Politische Laufbahn
Bei den Kommunalwahlen 2014 wurde sie zur Bürgermeisterin von Saint-Contest (Calvados) gewählt, außerdem wurde sie Vizepräsidentin des Gemeindeverbandes Caen la Mer sowie Départements-Rätin von Calvados. Ursprünglich gehörte sie der Partei Les Républicains an, verließ diese aber 2018 und schloss sich 2019 zusammen mit vielen anderen Mandatsträgern La République en marche an. Während ihrer Amtszeit als Bürgermeisterin sprach sie sich unter anderem gegen die Einrichtung einer Notunterkunft für Asylbewerber in der Gemeinde Saint-Contest aus.
Für die Europawahl 2019 nominierte ihre Partei LREM sie für den 13. Listenplatz der gemeinsam mit MoDem und anderen eingereichten Listenverbindung Renaissance, aufgrund dessen sie ihre Kommunalmandate in Saint-Contest und Caen le Mer aufgab. Renaissance gewann 22,4 Prozent und damit 23 der 79 französischen Parlamentsmandate, sodass Yon-Courtin direkt einzog. Mit ihren Parteikolleginnen und -kollegen trat sie der neugegründeten liberalen Fraktion Renew Europe bei. Für ihre Fraktion ist sie Mitglied im Ausschuss für Wirtschaft und Währung, der sie zu einer der stellvertretenden Vorsitzenden des Ausschusses wählte. Des Weiteren ist sie stellvertretendes Mitglied im Ausschuss für Binnenmarkt und Verbraucherschutz, im Fischereiausschuss und im Unterausschuss für Steuerfragen. Außerdem ist sie Vorsitzende der Delegation für die Beziehungen zu Kanada.